# Da capo

Notenschrift für da capo

Da capo [da ˈkaːpo] (italienisch für vom Beginn, wörtlich vom Kopf, vgl. lateinisch caput), abgekürzt d. c., ist die Spielanweisung, ein Musikstück an der so bezeichneten Stelle von vorne (da capo), also von Anfang an, zu beginnen. Einfache Wiederholungen werden beim Da capo nicht noch einmal wiederholt, es sei denn, dass danach der Zusatz „con repetitione“ oder kurz „con rep.“ auftaucht. Die Anweisung steht meist in Verbindung mit al fine (italienisch; „bis zum Ende“, „bis zum Schluss“), wobei fine entweder tatsächlich der Schluss des Stückes ist oder eine andere mit fine bezeichnete Stelle des Stückes.
Der Ausdruck Da capo al coda bedeutet, dass von Beginn an wiederholt wird und an einer entsprechend ausgezeichneten Stelle in das als Coda (wörtlich Schwanz, vgl. lat. cauda) bezeichnete Nachspiel gesprungen wird.
Die Anweisung ist namensgebend für die Da-capo-Arie in der Barockmusik.
Der Ausruf „Da capo!“ ist eine Beifallsbekundung durch ein Publikum.